# Paul de Metternich-Winneburg
Pour les articles homonymes, voir Metternich (homonymie).
Paul-Alfons, prince de Metternich-Winneburg, né à Vienne le 26 mai 1917 et mort le 21 septembre 1992, est un militaire et pilote automobile austro-allemand.
Il est le dernier prince de Metternich.

## Ascendance
Issu de la Maison de Metternich, Paul de Metternich-Winneburg est un aristocrate allemand aux origines autrichiennes, tchèques, hongroises et espagnoles, arrière-petit-fils du chancelier de Metternich et dernier détenteur du titre. Il est le fils de Klemens-Wenzel, prince de Metternich-Winneburg (1869-1930) et de donna Isabel de Silva y Carvajal, 9ème comtesse de Castillejo (1880-1980), membre de la haute aristocratie espagnole, mariés en 1905.
|  |                                                                                       |  |  |  |  |  |  |  |  |  |  |  |  |  |  |  |
|  | Klemens Wenzel, prince de Metternich-Winneburg-Beilstein (15 mai 1773 † 11 juin 1859) |  |  |  |  |  |  |  |  |  |  |  |  |  |  |  |
|  |                                                                                       |  |  |  |  |  |  |  |  |  |  |  |  |  |  |  |
|  |                                                                                       |  |  |  |  |  |  |  |  |  |  |  |  |  |  |  |
|  | Paul, prince de Metternich-Winneburg (14 octobre 1834 † 6 février 1906)               |  |  |  |  |  |  |  |  |  |  |  |  |  |  |  |
|  |                                                                                       |  |  |  |  |  |  |  |  |  |  |  |  |  |  |  |
|  |                                                                                       |  |  |  |  |  |  |  |  |  |  |  |  |  |  |  |
|  | Melanie von Zichy-Ferraris (1805 † 1854)                                              |  |  |  |  |  |  |  |  |  |  |  |  |  |  |  |
|  |                                                                                       |  |  |  |  |  |  |  |  |  |  |  |  |  |  |  |
|  |                                                                                       |  |  |  |  |  |  |  |  |  |  |  |  |  |  |  |
|  | Klemens-Wenzel, prince de Metternich-Winneburg (9 février 1869 † 13 mars 1930)        |  |  |  |  |  |  |  |  |  |  |  |  |  |  |  |
|  |                                                                                       |  |  |  |  |  |  |  |  |  |  |  |  |  |  |  |
|  |                                                                                       |  |  |  |  |  |  |  |  |  |  |  |  |  |  |  |
|  | Felix von Zichy-Ferraris (20 novembre 1810 † 8 septembre 1885)                        |  |  |  |  |  |  |  |  |  |  |  |  |  |  |  |
|  |                                                                                       |  |  |  |  |  |  |  |  |  |  |  |  |  |  |  |
|  |                                                                                       |  |  |  |  |  |  |  |  |  |  |  |  |  |  |  |
|  | Melanie von Zichy-Ferraris (16 août 1843 † 3 août 1925)                               |  |  |  |  |  |  |  |  |  |  |  |  |  |  |  |
|  |                                                                                       |  |  |  |  |  |  |  |  |  |  |  |  |  |  |  |
|  |                                                                                       |  |  |  |  |  |  |  |  |  |  |  |  |  |  |  |
|  | Emilie, comtesse de Reichenbach-Lessonitz (8 juin 1820 † 30 janvier 1891)             |  |  |  |  |  |  |  |  |  |  |  |  |  |  |  |
|  |                                                                                       |  |  |  |  |  |  |  |  |  |  |  |  |  |  |  |
|  |                                                                                       |  |  |  |  |  |  |  |  |  |  |  |  |  |  |  |
|  | Paul-Alfons, prince de Metternich-Winneburg                                           |  |  |  |  |  |  |  |  |  |  |  |  |  |  |  |
|  |                                                                                       |  |  |  |  |  |  |  |  |  |  |  |  |  |  |  |
|  |                                                                                       |  |  |  |  |  |  |  |  |  |  |  |  |  |  |  |
|  | Isabel de Silva y Carvajal (3 mai 1880 † 8 février 1980)                              |  |  |  |  |  |  |  |  |  |  |  |  |  |  |  |
|  |                                                                                       |  |  |  |  |  |  |  |  |  |  |  |  |  |  |  |
|  |                                                                                       |  |  |  |  |  |  |  |  |  |  |  |  |  |  |  |

## Biographie
Le prince Paul, espagnol par sa mère, combat pendant la guerre civile espagnole (1936-1937), contre les républicains. Marié en 1941 avec la princesse russe Tatiana Vassiltchikov (1915-2006), il combat pendant la Seconde Guerre mondiale sur le front russe, dans la División Azul de volontaires espagnols, où il est très gravement blessé.
Privé après la guerre de ses propriétés tchèques, nationalisées par le régime communiste, il s’installe avec son épouse au château de Johannisberg, hérité de son célèbre aïeul, qu’il reconstruit intégralement après le bombardement qui l’avait détruit pendant la guerre. Il transforme ce vignoble, l’un des plus célèbres au monde[Selon qui ?], et contribue à sa modernisation.
Par ailleurs, passionné de course automobile, il préside l’Automobile-Club d'Allemagne de l'Ouest (avant la réunification) et la Fédération internationale de l'automobile de 1975 à 1985. Il était Bailli de l'Ordre de Saint-Lazare de Jérusalem pour l'Allemagne. 
Il meurt en 1992, sans enfants. Le titre de prince de Metternich n’est dès lors plus porté.

## Titulature
- 6e Fürst von Metternich-Winneburg
- 5e duc de Portella
- comte de Königswart
- Grand d'Espagne de première classe
- depuis 1982 : 10e comte espagnol de Castillejo

## Sources
- Genealogisches Handbuch des Adels 90 (1987), p. 260-261.
- Tatiana de Metternich, La Dame aux cinq passeports, Éditions Olivier Orban, 1987
- thePeerage.com, noblesse et familles royales d’Europe
- Elenco de grandezas y titulos nobiliarios españoles (2018), p. 275.